# طواف عمان 2025
طواف عمان 2025 هو سباق دراجات هوائية من فئة  2.1، وهو الموسم الرابع عشر من طواف عمان، وأقيم خلال الفترة من 8 فبراير 2025، وحتى 12 فبراير 2025.
فاز بالمركز الأول آدم ييتس، وفاز بالمركز الثاني وفي ترتيب النقاط وفي ترتيب النقاط للشباب Valentin Paret-Peintre ‏، وفاز بالمركز الثالث ديفيد جودو.

## الفرق
| فرق عالمية (9)- Arkéa-B&B Hotels - Groupama-FDJ - Movistar Team - Soudal Quick-Step - Team Jayco AlUla - Team Picnic-PostNL - Team Visma \| Lease a Bike - UAE Team Emirates XRG - XDS Astana Team فرق برو (5)- برجس بي إتش ‏ - فريق الدراجات Q36.5 ‏ - Team TotalEnergies - سويس ريسينغ أكادمي ‏ - أونو-إكس موبيليتي ‏ فرق قارية (3)- JCL Team Ukyo ‏ - Roojai Insurance (cycling team) ‏ - تيرينجانو سايكلنج تيم ‏ فريق وطني- فريق سلطنة عمان لسباق الدراجات للرجال‏ |  |
| |  |

## المراحل
| قائمة المراحل | قائمة المراحل | قائمة المراحل                                         | قائمة المراحل      | قائمة المراحل | قائمة المراحل           | قائمة المراحل   |
| المرحلة       | التاريخ       | الدورة                                                |                    | المسافة (كم)  | الفائز بالمرحلة         | القائد العام    |
| ------------- | ------------- | ----------------------------------------------------- | ------------------ | ------------- | ----------------------- | --------------- |
| المرحلة 1     | 8 فبراير      | بوشر – هوية نجم                                       | مرحلة مستوية       | 177٫7         | Olav Kooij ‏             | Olav Kooij ‏     |
| المرحلة 2     | 9 فبراير      | قلعة الرستاق – Yitti Hills ‏                           | مرحلة جبلية        | 202٫9         | Louis Vervaeke ‏         | Louis Vervaeke ‏ |
| المرحلة 3     | 10 فبراير     | فنجا – محافظة الداخلية                                | مرحلة جبلية        | 180٫8         | ديفيد جودو              | ديفيد جودو      |
| المرحلة 4     | 11 فبراير     | متحف عمان عبر الزمان – مركز عُمان للمؤتمرات و المعارض ‏ | مرحلة مستوية       | 181٫5         | Olav Kooij ‏             | ديفيد جودو      |
| المرحلة 5     | 12 فبراير     | محافظة الداخلية – الجبل الأخضر                        | مرحلة جبلية متوسطة | 138٫5         | Valentin Paret-Peintre ‏ | آدم ييتس        |

## النتيجة

### مرحلة 1
هي مرحلة مستوية، أقيمت في 8 فبراير 2025، وامتدّت لمسافة 177.7 كيلومتر. فاز بالمركز الأول، وتصدر ترتيب النقاط للشباب وترتيب النقاط والترتيب العام في نهاية المرحلة Olav Kooij ‏، وتصدر ترتيب الفرق توتال إنرجيز 2025 ‏، وتصدر تصنيف القتال كان ريتشاردز ‏.
| التصنيف العام | التصنيف العام      | التصنيف العام              | التصنيف العام | التصنيف العام |
| العداء        | العداء             | الفريق                     | الوقت         |               |
| ------------- | ------------------ | -------------------------- | ------------- | ------------- |
| 1             | Olav Kooij ‏        | Team Visma \| Lease a Bike | 4 س 27 د 09 ث |               |
| 2             | Pavel Bittner ‏     | Team Picnic-PostNL         | + 4 ث         |               |
| 3             | Rodrigo Álvarez ‏   | برجس بي إتش ‏               | + 5 ث         |               |
| 4             | Erlend Blikra ‏     | أونو اكس برو سايكلنج تيم ‏  | + 6 ث         |               |
| 5             | ديفيد جودو         | Groupama-FDJ               | + 9 ث         |               |
| 6             | Andrea d' Amato ‏   | JCL Team Ukyo ‏             | + 10 ث        |               |
| 7             | ريك بلومرز ‏        | سويس ريسينغ أكادمي ‏        | + 10 ث        |               |
| 8             | فرناندو جافيريا    | Movistar Team              | + 10 ث        |               |
| 9             | أنتوني تورجيس      | Team TotalEnergies         | + 10 ث        |               |
| 10            | Emilien Jeannière ‏ | Team TotalEnergies         | + 10 ث        |               |
|               |                    |                            |               |               |
|               |                    |                            |               |               |

### مرحلة 2
هي مرحلة جبلية، أقيمت في 9 فبراير 2025، وامتدّت لمسافة 202.9 كيلومتر. فاز بالمركز الأول، وتصدر الترتيب العام في نهاية المرحلة وترتيب النقاط Louis Vervaeke ‏، وتصدر تصنيف القتال Rodrigo Álvarez ‏، وتصدر ترتيب الفرق 2025 Soudal Quick-Step ‏، وتصدر ترتيب النقاط للشباب Valentin Paret-Peintre ‏.
| التصنيف العام | التصنيف العام           | التصنيف العام         | التصنيف العام | التصنيف العام |
| العداء        | العداء                  | الفريق                | الوقت         |               |
| ------------- | ----------------------- | --------------------- | ------------- | ------------- |
| 1             | Louis Vervaeke ‏         | Soudal Quick-Step     | 9 س 12 د 15 ث |               |
| 2             | Valentin Paret-Peintre ‏ | Soudal Quick-Step     | + 6 ث         |               |
| 3             | شون فلين ‏               | Team Picnic-PostNL    | + 8 ث         |               |
| 4             | ديفيد جودو              | Groupama-FDJ          | + 11 ث        |               |
| 5             | Marco Brenner ‏          | سويس ريسينغ أكادمي ‏   | + 12 ث        |               |
| 6             | Mathys Rondel ‏          | سويس ريسينغ أكادمي ‏   | + 12 ث        |               |
| 7             | آدم ييتس                | UAE Team Emirates XRG | + 12 ث        |               |
| 8             | دييغو يليسي             | XDS Astana Team       | + 12 ث        |               |
| 9             | Alessandro Fancellu ‏    | JCL Team Ukyo ‏        | + 12 ث        |               |
| 10            | Larry Warbasse ‏         | سويس ريسينغ أكادمي ‏   | + 12 ث        |               |
|               |                         |                       |               |               |
|               |                         |                       |               |               |

### مرحلة 3
هي مرحلة جبلية، أقيمت في 10 فبراير 2025، وامتدّت لمسافة 180.8 كيلومتر. فاز بالمركز الأول، وتصدر الترتيب العام في نهاية المرحلة ديفيد جودو، وتصدر ترتيب الفرق 2025 Q36.5 Pro Cycling Team ‏، وتصدر تصنيف القتال Rodrigo Álvarez ‏، وتصدر ترتيب النقاط وترتيب النقاط للشباب Valentin Paret-Peintre ‏.
| التصنيف العام | التصنيف العام           | التصنيف العام              | التصنيف العام  | التصنيف العام |
| العداء        | العداء                  | الفريق                     | الوقت          |               |
| ------------- | ----------------------- | -------------------------- | -------------- | ------------- |
| 1             | ديفيد جودو              | Groupama-FDJ               | 13 س 28 د 26 ث |               |
| 2             | آدم ييتس                | UAE Team Emirates XRG      | + 6 ث          |               |
| 3             | داميان هاوسون           | فريق الدراجات Q36.5 ‏       | + 12 ث         |               |
| 4             | Valentin Paret-Peintre ‏ | Soudal Quick-Step          | + 18 ث         |               |
| 5             | Marco Brenner ‏          | سويس ريسينغ أكادمي ‏        | + 24 ث         |               |
| 6             | كريس هاربر              | Team Jayco AlUla           | + 27 ث         |               |
| 7             | Cian Uijtdebroeks ‏      | Team Visma \| Lease a Bike | + 27 ث         |               |
| 8             | دييغو يليسي             | XDS Astana Team            | + 34 ث         |               |
| 9             | ووت بويلس               | XDS Astana Team            | + 34 ث         |               |
| 10            | روبن جيريرو             | Movistar Team              | + 34 ث         |               |
|               |                         |                            |                |               |
|               |                         |                            |                |               |

### مرحلة 4
هي مرحلة مستوية، أقيمت في 11 فبراير 2025، وامتدّت لمسافة 181.5 كيلومتر. فاز بالمركز الأول، وتصدر ترتيب النقاط Olav Kooij ‏، وتصدر ترتيب الفرق 2025 Q36.5 Pro Cycling Team ‏، وتصدر الترتيب العام في نهاية المرحلة ديفيد جودو، وتصدر تصنيف القتال Rodrigo Álvarez ‏، وتصدر ترتيب النقاط للشباب Valentin Paret-Peintre ‏.
| التصنيف العام | التصنيف العام            | التصنيف العام              | التصنيف العام  | التصنيف العام |
| العداء        | العداء                   | الفريق                     | الوقت          |               |
| ------------- | ------------------------ | -------------------------- | -------------- | ------------- |
| 1             | ديفيد جودو               | Groupama-FDJ               | 18 س 00 د 01 ث |               |
| 2             | آدم ييتس                 | UAE Team Emirates XRG      | + 6 ث          |               |
| 3             | داميان هاوسون            | فريق الدراجات Q36.5 ‏       | + 12 ث         |               |
| 4             | Valentin Paret-Peintre ‏  | Soudal Quick-Step          | + 18 ث         |               |
| 5             | Marco Brenner ‏           | سويس ريسينغ أكادمي ‏        | + 24 ث         |               |
| 6             | كريس هاربر               | Team Jayco AlUla           | + 27 ث         |               |
| 7             | Cian Uijtdebroeks ‏       | Team Visma \| Lease a Bike | + 27 ث         |               |
| 8             | روبن جيريرو              | Movistar Team              | + 34 ث         |               |
| 9             | ووت بويلس                | XDS Astana Team            | + 34 ث         |               |
| 10            | Embret Svestad-Bårdseng ‏ | Arkéa-B&B Hotels           | + 38 ث         |               |
|               |                          |                            |                |               |
|               |                          |                            |                |               |

### مرحلة 5
هي مرحلة جبلية متوسطة، أقيمت في 12 فبراير 2025، وامتدّت لمسافة 138.5 كيلومتر. فاز بالمركز الأول، وتصدر ترتيب النقاط وترتيب النقاط للشباب Valentin Paret-Peintre ‏، وتصدر الترتيب العام في نهاية المرحلة آدم ييتس.

## المشاركون
| UAE Team Emirates XRG UAD | UAE Team Emirates XRG UAD | UAE Team Emirates XRG UAD |
| ------------------------- | ------------------------- | ------------------------- |
| م                         | عداء                      | مرتبة                     |
| 1                         | آدم ييتس                  |                           |
| 2                         | Luca Giaimi ‏              |                           |
| 3                         | فيجارد ستيك لاينجن        |                           |
| 4                         | رافال مايكا               |                           |
| 5                         | Anže Ravbar‏               | لم يكمل السباق-2          |
| 6                         | Florian Vermeersch ‏       |                           |
| 7                         | Jay Vine ‏                 |                           |

| Soudal Quick-Step SOQ | Soudal Quick-Step SOQ   | Soudal Quick-Step SOQ |
| --------------------- | ----------------------- | --------------------- |
| م                     | عداء                    | مرتبة                 |
| 11                    | Mauri Vansevenant ‏      |                       |
| 12                    | Gianmarco Garofoli ‏     |                       |
| 13                    | إيثان هايتر (طريق)      |                       |
| 14                    | Valentin Paret-Peintre ‏ |                       |
| 15                    | Pepijn Reinderink ‏      |                       |
| 16                    | Louis Vervaeke ‏         |                       |
| 17                    | Jordi Warlop ‏           |                       |

| XDS Astana Team XAT | XDS Astana Team XAT    | XDS Astana Team XAT |
| ------------------- | ---------------------- | ------------------- |
| م                   | عداء                   | مرتبة               |
| 21                  | دييغو يليسي            | لم يكمل السباق-4    |
| 22                  | Anthon Charmig ‏        |                     |
| 23                  | ماكس كانتر             |                     |
| 24                  | هنوك مولوبرهان ‏ (طريق) |                     |
| 25                  | ووت بويلس              |                     |
| 26                  | Davide Toneatti ‏       |                     |
| 27                  | Nicolas Vinokurov ‏     |                     |

| Groupama-FDJ GFC | Groupama-FDJ GFC     | Groupama-FDJ GFC |
| ---------------- | -------------------- | ---------------- |
| م                | عداء                 | مرتبة            |
| 31               | ديفيد جودو           |                  |
| 32               | Clément Braz Afonso ‏ |                  |
| 33               | Tom Donnenwirth ‏     |                  |
| 34               | Lorenzo Germani ‏     |                  |
| 35               | فالنتين مادواس       |                  |
| 36               | رودي مولار           |                  |
| 37               | Enzo Paleni ‏         |                  |

| Team Visma \| Lease a Bike TVL | Team Visma \| Lease a Bike TVL | Team Visma \| Lease a Bike TVL |
| ------------------------------ | ------------------------------ | ------------------------------ |
| م                              | عداء                           | مرتبة                          |
| 41                             | Olav Kooij ‏                    |                                |
| 42                             | Niklas Behrens ‏                |                                |
| 43                             | ستيفن كرويسفيك                 |                                |
| 44                             | Pietro Mattio‏                  |                                |
| 45                             | دانيال مكلاي                   |                                |
| 46                             | Jørgen Nordhagen ‏              | لم يبدأ-1                      |
| 47                             | Cian Uijtdebroeks ‏             |                                |

| Arkéa-B&B Hotels ARK | Arkéa-B&B Hotels ARK     | Arkéa-B&B Hotels ARK |
| -------------------- | ------------------------ | -------------------- |
| م                    | عداء                     | مرتبة                |
| 51                   | جينثي بيرمانز ‏           |                      |
| 52                   | أموري كابيو              |                      |
| 53                   | Jean-Loup Fayolle ‏       |                      |
| 54                   | ايلي جيسبرت              |                      |
| 55                   | Léandre Lozouet ‏         |                      |
| 56                   | ميشيل رييس               |                      |
| 57                   | Embret Svestad-Bårdseng ‏ |                      |

| Team Picnic-PostNL TPP | Team Picnic-PostNL TPP | Team Picnic-PostNL TPP |
| ---------------------- | ---------------------- | ---------------------- |
| م                      | عداء                   | مرتبة                  |
| 61                     | وارن بارجويل           |                        |
| 62                     | Pavel Bittner ‏         |                        |
| 63                     | Robbe Dhondt ‏          |                        |
| 64                     | شون فلين ‏              |                        |
| 65                     | Tim Naberman ‏          |                        |
| 66                     | تيمو روزن              |                        |
| 67                     | Kevin Vermaerke ‏       |                        |

| Movistar Team MOV | Movistar Team MOV | Movistar Team MOV |
| ----------------- | ----------------- | ----------------- |
| م                 | عداء              | مرتبة             |
| 71                | روبن جيريرو       |                   |
| 72                | Orluis Aular ‏     |                   |
| 73                | دافيد سيمولاي     |                   |
| 74                | إيفان غارسيا      |                   |
| 75                | فرناندو جافيريا   |                   |
| 76                | أنطونيو بيدرو     |                   |

| Team Jayco AlUla JAY | Team Jayco AlUla JAY | Team Jayco AlUla JAY |
| -------------------- | -------------------- | -------------------- |
| م                    | عداء                 | مرتبة                |
| 81                   | كريس هاربر           |                      |
| 82                   | Welay Berhe ‏         |                      |
| 83                   | Davide De Pretto ‏    |                      |
| 84                   | بول دوبل ‏            |                      |
| 85                   | فيليكس إنغلهارت      |                      |
| 86                   | Asbjørn Hellemose ‏   |                      |

| Team TotalEnergies TEN | Team TotalEnergies TEN | Team TotalEnergies TEN |
| ---------------------- | ---------------------- | ---------------------- |
| م                      | عداء                   | مرتبة                  |
| 91                     | أنتوني تورجيس          |                        |
| 92                     | Rayan Boulahoite ‏      |                        |
| 93                     | Steff Cras ‏            |                        |
| 94                     | Emilien Jeannière ‏     |                        |
| 95                     | Alan Jousseaume ‏       |                        |
| 96                     | لورينزو مانزين         |                        |
| 97                     | Geoffrey Soupe ‏        |                        |

| فريق الدراجات Q36.5 ‏ Q36 | فريق الدراجات Q36.5 ‏ Q36 | فريق الدراجات Q36.5 ‏ Q36 |
| ------------------------ | ------------------------ | ------------------------ |
| م                        | عداء                     | مرتبة                    |
| 101                      | Harm Vanhoucke ‏          | لم يبدأ-1                |
| 102                      | Xabier Azparren ‏         |                          |
| 103                      | ماتيو باديلاتي           |                          |
| 104                      | Marcel Camprubí ‏         |                          |
| 105                      | ديفيد دي لا كروز         |                          |
| 106                      | داميان هاوسون            |                          |
| 107                      | جياكومو نيزولو           |                          |

| سويس ريسينغ أكادمي ‏ TUD | سويس ريسينغ أكادمي ‏ TUD | سويس ريسينغ أكادمي ‏ TUD |
| ----------------------- | ----------------------- | ----------------------- |
| م                       | عداء                    | مرتبة                   |
| 111                     | Marco Brenner ‏ (طريق)   |                         |
| 112                     | لوكاس أريكسون (طريق)    |                         |
| 113                     | ريك بلومرز ‏             |                         |
| 114                     | Mathys Rondel ‏          |                         |
| 115                     | Larry Warbasse ‏         |                         |
| 116                     | Fabian Weiss (cyclist) ‏ |                         |
| 117                     | Luc Wirtgen ‏            | لم يكمل السباق-3        |

| أونو-إكس موبيليتي ‏ UXM | أونو-إكس موبيليتي ‏ UXM     | أونو-إكس موبيليتي ‏ UXM |
| ---------------------- | -------------------------- | ---------------------- |
| م                      | عداء                       | مرتبة                  |
| 121                    | Erlend Blikra ‏             |                        |
| 122                    | Simon Dalby (cyclist) ‏     |                        |
| 123                    | Stian Fredheim ‏            |                        |
| 124                    | Magnus Kulset ‏             |                        |
| 125                    | Sakarias Koller Løland ‏    |                        |
| 126                    | Henrik Pedersen (cyclist) ‏ |                        |
| 127                    | Rasmus Bøgh Wallin ‏        |                        |

| برجس بي إتش ‏ BBH | برجس بي إتش ‏ BBH          | برجس بي إتش ‏ BBH |
| ---------------- | ------------------------- | ---------------- |
| م                | عداء                      | مرتبة            |
| 131              | Mario Aparicio ‏           |                  |
| 132              | Rodrigo Álvarez ‏          |                  |
| 133              | Georgios Bouglas ‏         |                  |
| 134              | David Delgado Higueruelo ‏ |                  |
| 135              | ESP                       |                  |
| 136              | كارلوس غارسيا ‏            |                  |
| 137              | Tomoya Koyama ‏            |                  |

| تيرينجانو سايكلنج تيم ‏ TSG | تيرينجانو سايكلنج تيم ‏ TSG           | تيرينجانو سايكلنج تيم ‏ TSG |
| -------------------------- | ------------------------------------ | -------------------------- |
| م                          | عداء                                 | مرتبة                      |
| 141                        | Metkel Eyob ‏                         |                            |
| 142                        | ماتياس بريجنهوج ‏                     |                            |
| 143                        | Anatolii Budiak ‏                     |                            |
| 144                        | Nur Amirul Fakhruddin Mazuki ‏ (طريق) |                            |
| 146                        | Nur Aiman Mohd Zariff ‏               | لم يكمل السباق-1           |
| 147                        | Adne van Engelen ‏                    |                            |

| JCL Team Ukyo ‏ JCL | JCL Team Ukyo ‏ JCL     | JCL Team Ukyo ‏ JCL |
| ------------------ | ---------------------- | ------------------ |
| م                  | عداء                   | مرتبة              |
| 151                | Marc Cabedo Hernández ‏ |                    |
| 152                | Nahom Zeray ‏           |                    |
| 153                | Andrea d' Amato ‏       |                    |
| 154                | Alessandro Fancellu ‏   |                    |
| 155                | Nicolò Garibbo ‏        |                    |
| 156                | Manabu Ishibashi ‏      |                    |
| 157                | Nariyuki Masuda ‏       |                    |

| Roojai Insurance (cycling team) ‏ ROI | Roojai Insurance (cycling team) ‏ ROI | Roojai Insurance (cycling team) ‏ ROI |
| ------------------------------------ | ------------------------------------ | ------------------------------------ |
| م                                    | عداء                                 | مرتبة                                |
| 161                                  | Blake Quick ‏                         |                                      |
| 162                                  | Carter Bettles ‏                      |                                      |
| 163                                  | Dylan Hopkins ‏                       |                                      |
| 164                                  | Andreas Miltiadis ‏                   |                                      |
| 165                                  | Patompob Phonarjthan ‏                |                                      |
| 166                                  | كان ريتشاردز ‏                        |                                      |
| 167                                  | Kongphob Thimachai‏                   |                                      |

| فريق سلطنة عمان لسباق الدراجات للرجال‏ OMA | فريق سلطنة عمان لسباق الدراجات للرجال‏ OMA | فريق سلطنة عمان لسباق الدراجات للرجال‏ OMA |
| ----------------------------------------- | ----------------------------------------- | ----------------------------------------- |
| م                                         | عداء                                      | مرتبة                                     |
| 171                                       | Mohamed Al Wahibi ‏                        |                                           |
| 173                                       | Said Al Rahbi ‏                            |                                           |
| 174                                       | Mazin Al Riyami‏                           |                                           |
| 175                                       | Abdul Rahman Al Yacoubi ‏                  |                                           |

| UAE Team Emirates XRG UAD | UAE Team Emirates XRG UAD | UAE Team Emirates XRG UAD |
| ------------------------- | ------------------------- | ------------------------- |
| م                         | عداء                      | مرتبة                     |
| 1                         | آدم ييتس                  |                           |
| 2                         | Luca Giaimi ‏              |                           |
| 3                         | فيجارد ستيك لاينجن        |                           |
| 4                         | رافال مايكا               |                           |
| 5                         | Anže Ravbar‏               | لم يكمل السباق-2          |
| 6                         | Florian Vermeersch ‏       |                           |
| 7                         | Jay Vine ‏                 |                           |

| Soudal Quick-Step SOQ | Soudal Quick-Step SOQ   | Soudal Quick-Step SOQ |
| --------------------- | ----------------------- | --------------------- |
| م                     | عداء                    | مرتبة                 |
| 11                    | Mauri Vansevenant ‏      |                       |
| 12                    | Gianmarco Garofoli ‏     |                       |
| 13                    | إيثان هايتر (طريق)      |                       |
| 14                    | Valentin Paret-Peintre ‏ |                       |
| 15                    | Pepijn Reinderink ‏      |                       |
| 16                    | Louis Vervaeke ‏         |                       |
| 17                    | Jordi Warlop ‏           |                       |

| XDS Astana Team XAT | XDS Astana Team XAT    | XDS Astana Team XAT |
| ------------------- | ---------------------- | ------------------- |
| م                   | عداء                   | مرتبة               |
| 21                  | دييغو يليسي            | لم يكمل السباق-4    |
| 22                  | Anthon Charmig ‏        |                     |
| 23                  | ماكس كانتر             |                     |
| 24                  | هنوك مولوبرهان ‏ (طريق) |                     |
| 25                  | ووت بويلس              |                     |
| 26                  | Davide Toneatti ‏       |                     |
| 27                  | Nicolas Vinokurov ‏     |                     |

| Groupama-FDJ GFC | Groupama-FDJ GFC     | Groupama-FDJ GFC |
| ---------------- | -------------------- | ---------------- |
| م                | عداء                 | مرتبة            |
| 31               | ديفيد جودو           |                  |
| 32               | Clément Braz Afonso ‏ |                  |
| 33               | Tom Donnenwirth ‏     |                  |
| 34               | Lorenzo Germani ‏     |                  |
| 35               | فالنتين مادواس       |                  |
| 36               | رودي مولار           |                  |
| 37               | Enzo Paleni ‏         |                  |

| Team Visma \| Lease a Bike TVL | Team Visma \| Lease a Bike TVL | Team Visma \| Lease a Bike TVL |
| ------------------------------ | ------------------------------ | ------------------------------ |
| م                              | عداء                           | مرتبة                          |
| 41                             | Olav Kooij ‏                    |                                |
| 42                             | Niklas Behrens ‏                |                                |
| 43                             | ستيفن كرويسفيك                 |                                |
| 44                             | Pietro Mattio‏                  |                                |
| 45                             | دانيال مكلاي                   |                                |
| 46                             | Jørgen Nordhagen ‏              | لم يبدأ-1                      |
| 47                             | Cian Uijtdebroeks ‏             |                                |

| Arkéa-B&B Hotels ARK | Arkéa-B&B Hotels ARK     | Arkéa-B&B Hotels ARK |
| -------------------- | ------------------------ | -------------------- |
| م                    | عداء                     | مرتبة                |
| 51                   | جينثي بيرمانز ‏           |                      |
| 52                   | أموري كابيو              |                      |
| 53                   | Jean-Loup Fayolle ‏       |                      |
| 54                   | ايلي جيسبرت              |                      |
| 55                   | Léandre Lozouet ‏         |                      |
| 56                   | ميشيل رييس               |                      |
| 57                   | Embret Svestad-Bårdseng ‏ |                      |

| Team Picnic-PostNL TPP | Team Picnic-PostNL TPP | Team Picnic-PostNL TPP |
| ---------------------- | ---------------------- | ---------------------- |
| م                      | عداء                   | مرتبة                  |
| 61                     | وارن بارجويل           |                        |
| 62                     | Pavel Bittner ‏         |                        |
| 63                     | Robbe Dhondt ‏          |                        |
| 64                     | شون فلين ‏              |                        |
| 65                     | Tim Naberman ‏          |                        |
| 66                     | تيمو روزن              |                        |
| 67                     | Kevin Vermaerke ‏       |                        |

| Movistar Team MOV | Movistar Team MOV | Movistar Team MOV |
| ----------------- | ----------------- | ----------------- |
| م                 | عداء              | مرتبة             |
| 71                | روبن جيريرو       |                   |
| 72                | Orluis Aular ‏     |                   |
| 73                | دافيد سيمولاي     |                   |
| 74                | إيفان غارسيا      |                   |
| 75                | فرناندو جافيريا   |                   |
| 76                | أنطونيو بيدرو     |                   |

| Team Jayco AlUla JAY | Team Jayco AlUla JAY | Team Jayco AlUla JAY |
| -------------------- | -------------------- | -------------------- |
| م                    | عداء                 | مرتبة                |
| 81                   | كريس هاربر           |                      |
| 82                   | Welay Berhe ‏         |                      |
| 83                   | Davide De Pretto ‏    |                      |
| 84                   | بول دوبل ‏            |                      |
| 85                   | فيليكس إنغلهارت      |                      |
| 86                   | Asbjørn Hellemose ‏   |                      |

| Team TotalEnergies TEN | Team TotalEnergies TEN | Team TotalEnergies TEN |
| ---------------------- | ---------------------- | ---------------------- |
| م                      | عداء                   | مرتبة                  |
| 91                     | أنتوني تورجيس          |                        |
| 92                     | Rayan Boulahoite ‏      |                        |
| 93                     | Steff Cras ‏            |                        |
| 94                     | Emilien Jeannière ‏     |                        |
| 95                     | Alan Jousseaume ‏       |                        |
| 96                     | لورينزو مانزين         |                        |
| 97                     | Geoffrey Soupe ‏        |                        |

| فريق الدراجات Q36.5 ‏ Q36 | فريق الدراجات Q36.5 ‏ Q36 | فريق الدراجات Q36.5 ‏ Q36 |
| ------------------------ | ------------------------ | ------------------------ |
| م                        | عداء                     | مرتبة                    |
| 101                      | Harm Vanhoucke ‏          | لم يبدأ-1                |
| 102                      | Xabier Azparren ‏         |                          |
| 103                      | ماتيو باديلاتي           |                          |
| 104                      | Marcel Camprubí ‏         |                          |
| 105                      | ديفيد دي لا كروز         |                          |
| 106                      | داميان هاوسون            |                          |
| 107                      | جياكومو نيزولو           |                          |

| سويس ريسينغ أكادمي ‏ TUD | سويس ريسينغ أكادمي ‏ TUD | سويس ريسينغ أكادمي ‏ TUD |
| ----------------------- | ----------------------- | ----------------------- |
| م                       | عداء                    | مرتبة                   |
| 111                     | Marco Brenner ‏ (طريق)   |                         |
| 112                     | لوكاس أريكسون (طريق)    |                         |
| 113                     | ريك بلومرز ‏             |                         |
| 114                     | Mathys Rondel ‏          |                         |
| 115                     | Larry Warbasse ‏         |                         |
| 116                     | Fabian Weiss (cyclist) ‏ |                         |
| 117                     | Luc Wirtgen ‏            | لم يكمل السباق-3        |

| أونو-إكس موبيليتي ‏ UXM | أونو-إكس موبيليتي ‏ UXM     | أونو-إكس موبيليتي ‏ UXM |
| ---------------------- | -------------------------- | ---------------------- |
| م                      | عداء                       | مرتبة                  |
| 121                    | Erlend Blikra ‏             |                        |
| 122                    | Simon Dalby (cyclist) ‏     |                        |
| 123                    | Stian Fredheim ‏            |                        |
| 124                    | Magnus Kulset ‏             |                        |
| 125                    | Sakarias Koller Løland ‏    |                        |
| 126                    | Henrik Pedersen (cyclist) ‏ |                        |
| 127                    | Rasmus Bøgh Wallin ‏        |                        |

| برجس بي إتش ‏ BBH | برجس بي إتش ‏ BBH          | برجس بي إتش ‏ BBH |
| ---------------- | ------------------------- | ---------------- |
| م                | عداء                      | مرتبة            |
| 131              | Mario Aparicio ‏           |                  |
| 132              | Rodrigo Álvarez ‏          |                  |
| 133              | Georgios Bouglas ‏         |                  |
| 134              | David Delgado Higueruelo ‏ |                  |
| 135              | ESP                       |                  |
| 136              | كارلوس غارسيا ‏            |                  |
| 137              | Tomoya Koyama ‏            |                  |

| تيرينجانو سايكلنج تيم ‏ TSG | تيرينجانو سايكلنج تيم ‏ TSG           | تيرينجانو سايكلنج تيم ‏ TSG |
| -------------------------- | ------------------------------------ | -------------------------- |
| م                          | عداء                                 | مرتبة                      |
| 141                        | Metkel Eyob ‏                         |                            |
| 142                        | ماتياس بريجنهوج ‏                     |                            |
| 143                        | Anatolii Budiak ‏                     |                            |
| 144                        | Nur Amirul Fakhruddin Mazuki ‏ (طريق) |                            |
| 146                        | Nur Aiman Mohd Zariff ‏               | لم يكمل السباق-1           |
| 147                        | Adne van Engelen ‏                    |                            |

| JCL Team Ukyo ‏ JCL | JCL Team Ukyo ‏ JCL     | JCL Team Ukyo ‏ JCL |
| ------------------ | ---------------------- | ------------------ |
| م                  | عداء                   | مرتبة              |
| 151                | Marc Cabedo Hernández ‏ |                    |
| 152                | Nahom Zeray ‏           |                    |
| 153                | Andrea d' Amato ‏       |                    |
| 154                | Alessandro Fancellu ‏   |                    |
| 155                | Nicolò Garibbo ‏        |                    |
| 156                | Manabu Ishibashi ‏      |                    |
| 157                | Nariyuki Masuda ‏       |                    |

| Roojai Insurance (cycling team) ‏ ROI | Roojai Insurance (cycling team) ‏ ROI | Roojai Insurance (cycling team) ‏ ROI |
| ------------------------------------ | ------------------------------------ | ------------------------------------ |
| م                                    | عداء                                 | مرتبة                                |
| 161                                  | Blake Quick ‏                         |                                      |
| 162                                  | Carter Bettles ‏                      |                                      |
| 163                                  | Dylan Hopkins ‏                       |                                      |
| 164                                  | Andreas Miltiadis ‏                   |                                      |
| 165                                  | Patompob Phonarjthan ‏                |                                      |
| 166                                  | كان ريتشاردز ‏                        |                                      |
| 167                                  | Kongphob Thimachai‏                   |                                      |

| فريق سلطنة عمان لسباق الدراجات للرجال‏ OMA | فريق سلطنة عمان لسباق الدراجات للرجال‏ OMA | فريق سلطنة عمان لسباق الدراجات للرجال‏ OMA |
| ----------------------------------------- | ----------------------------------------- | ----------------------------------------- |
| م                                         | عداء                                      | مرتبة                                     |
| 171                                       | Mohamed Al Wahibi ‏                        |                                           |
| 173                                       | Said Al Rahbi ‏                            |                                           |
| 174                                       | Mazin Al Riyami‏                           |                                           |
| 175                                       | Abdul Rahman Al Yacoubi ‏                  |                                           |

## التصنيف العام النهائي
| التصنيف العام         | التصنيف العام            | التصنيف العام              | التصنيف العام  | التصنيف العام |
| العداء                | العداء                   | الفريق                     | الوقت          |               |
| --------------------- | ------------------------ | -------------------------- | -------------- | ------------- |
| 1                     | آدم ييتس                 | UAE Team Emirates XRG      | 21 س 13 د 18 ث |               |
| 2                     | Valentin Paret-Peintre ‏  | Soudal Quick-Step          | + 6 ث          |               |
| 3                     | ديفيد جودو               | Groupama-FDJ               | + 39 ث         |               |
| 4                     | داميان هاوسون            | فريق الدراجات Q36.5 ‏       | + 1 د 07 ث     |               |
| 5                     | Cian Uijtdebroeks ‏       | Team Visma \| Lease a Bike | + 1 د 16 ث     |               |
| 6                     | كريس هاربر               | Team Jayco AlUla           | + 1 د 22 ث     |               |
| 7                     | ووت بويلس                | XDS Astana Team            | + 1 د 23 ث     |               |
| 8                     | Embret Svestad-Bårdseng ‏ | Arkéa-B&B Hotels           | + 1 د 27 ث     |               |
| 9                     | Marco Brenner ‏           | سويس ريسينغ أكادمي ‏        | + 1 د 37 ث     |               |
| 10                    | Simon Dalby (cyclist) ‏   | أونو اكس برو سايكلنج تيم ‏  | + 2 د 05 ث     |               |
|                       |                          |                            |                |               |
| مصدر: ProCyclingStats |                          |                            |                |               |

### تصنيف النقاط
| تصنيف النقاط          | تصنيف النقاط            | تصنيف النقاط               | تصنيف النقاط | تصنيف النقاط |
| العداء                | العداء                  | الفريق                     | النقاط       |              |
| --------------------- | ----------------------- | -------------------------- | ------------ | ------------ |
| 1                     | Valentin Paret-Peintre ‏ | Soudal Quick-Step          | 34 نقطة      |              |
| 2                     | Olav Kooij ‏             | Team Visma \| Lease a Bike | 30 نقطة      |              |
| 3                     | آدم ييتس                | UAE Team Emirates XRG      | 27 نقطة      |              |
| 4                     | ديفيد جودو              | Groupama-FDJ               | 26 نقطة      |              |
| 5                     | Pavel Bittner ‏          | Team Picnic-PostNL         | 19 نقطة      |              |
| 6                     | Erlend Blikra ‏          | أونو اكس برو سايكلنج تيم ‏  | 16 نقطة      |              |
| 7                     | Louis Vervaeke ‏         | Soudal Quick-Step          | 15 نقطة      |              |
| 8                     | شون فلين ‏               | Team Picnic-PostNL         | 14 نقطة      |              |
| 9                     | جياكومو نيزولو          | فريق الدراجات Q36.5 ‏       | 14 نقطة      |              |
| 10                    | داميان هاوسون           | فريق الدراجات Q36.5 ‏       | 13 نقطة      |              |
|                       |                         |                            |              |              |
| مصدر: ProCyclingStats |                         |                            |              |              |

## وصلات خارجية
- الموقع الرسمي
- لمحة عن سباق طواف عمان 2025 على موقع  ProCyclingStats   (برو  سايكلنج  ستاتس) - إحصاءات  محترفي  الدراجات.
- طواف عمان 2025 على موقع إحصائيات الدراجات الإحترافية (الإنجليزية)